# Welcome To O'Block
Welcome to O'Block é o primeiro álbum de estúdio do rapper americano King Von e o único a ser lançado durante sua vida. Foi lançado em 30 de outubro de 2020, pela Only the Family and Empire Distribution. Welcome to O'Block foi lançado apenas uma semana antes de King Von ser baleado e morto em 6 de novembro de 2020, após a festa oficial de lançamento do álbum. O projeto conta com a produção principal do Chopsquad DJ e outros produtores, incluindo Hitmaka, Tay Keith e Wheezy; e participações especiais de Polo G, Lil Durk, Dreezy, Moneybagg Yo, Fivio Foreign e Prince Dre. O disco foi certificado Ouro Pela RIAA Em 2021.
Welcome to O'Block teve por seis singles: "Why He Told", "All These Niggas", "How It Go", "I Am What I Am", "Gleesh Place" e "The Code". O álbum recebeu ótimas avaliações dos críticos musicais e foi um sucesso comercial. Alcançou a posição cinco na Billboard 200 dos EUA. Em 20 de setembro de 2021, o álbum foi certificado ouro.
Von explicou a principal diferença entre sua mixtape Levon James, lançada no início do mesmo ano, e Welcome to O'Block: "Se você estiver fazendo algo e continuar fazendo, obterá melhores resultados. Tudo melhor. É o um de verdade, tenho trabalhado duro." Complex disse que o álbum mostra Von "refletindo com uma clareza lírica aguda sobre sua ascensão e como a fama recém-adquirida pode impactar sua própria vida e a vida de seus entes queridos", enquanto Revolt observou o álbum de exercícios: "Muitas vezes fazendo rap sobre Chicago e seu bairro respeitado, este álbum certamente pinta a imagem vívida de suas letras cinematográficas enquanto retrata suas cadências marcantes em cada disco".
"O'Block" no título do álbum é uma referência e outro nome para projetar o complexo Parkway Gardens em Chicago, do qual King Von era habitante.

## Antecedentes e Lançamento do Álbum
O lançamento do álbum culmina o final de um ano prolífico para Bennett, que afirma ter trabalhado duro em sua música e técnica. Na verdade, o álbum veio depois de Levon James, sua segunda mixtape lançada em março de 2020; declarou também que graças à perseverança o trabalho investido no projeto Welcome to O'Block teria superado o anterior em termos de qualidade. A prova está nos números dos singles que antes do lançamento apresentavam um salto importante em relação ao trabalho anterior, no mérito o single "All These Niggas" adquiriu, conforme afirma o próprio Bennett, mais de 24 milhões de visualizações 2 meses após o seu lançamento.
Em entrevista à Uproxx, Bennett afirmou que a música que fazia era dedicada às pessoas que viviam no seu bairro e que, como ele, viviam uma vida de dificuldades e perigos. Ele também declarou que seu rap para contar histórias vem de seu tempo na prisão, onde lia livros e romances urbanos na maior parte do tempo; ainda disse que sua música favorita de todo o álbum era "Demon".
Três dias antes da publicação do álbum, no dia 27 de outubro, King Von apareceu em um vídeo para o canal do YouTube "CivilTV" chamado "Welcome to My Neighborhood: O Block", em cujo Von fala sobre sua vida em Parkway Garden, conta anedotas sobre ela e sobre como ele começou a fazer rap, até antecipando alguns detalhes do novo álbum. No mesmo vídeo ele ainda visita seu antigo bairro chamado "Killaward". Welcome to O'Block foi lançado em 30 de outubro de 2020.

## Desempenho comercial
Welcome to O'Block obteve grande sucesso em todo o Estados Unidos, alcançando o número 5 na Billboard para os 200 melhores álbuns dos EUA, o número 1 para os melhores álbuns de R&B/Hip Hop, além de ter chegado ao número 1 para os melhores álbuns independentes e alcançou o 12º lugar para o Top 100 álbuns canadenses. Também alcançou, em 20 de setembro de 2021, o ouro certificado pela RIAA com mais de 500.000 cópias vendidas.

## Lista de Faixas
| N.º            | Título                                        | Compositor(es)                                                             | Duração |  |
| 1.             | "Armed & Dangerous"                           | Dayvon Bennett Darrell Jackson                                             | 2:02    |  |
| 2.             | "GTA"                                         | Bennett Jackson                                                            | 2:01    |  |
| 3.             | "Demon"                                       | Bennett Jackson                                                            | 2:13    |  |
| 4.             | "Mine Too"                                    | Bennett Darryl Clemons Joshua Samuel Christian Ward                        | 2:54    |  |
| 5.             | "The Code" (part. de Polo G)                  | Bennett Taurus Bartlett Luke Clay Jordan Knight Jahmere Tylon              | 3:22    |  |
| 6.             | "Why Me Told"                                 | Bennett Jacksom                                                            | 3:08    |  |
| 7.             | "Back Again" (part. Prince Dre, Lil Durk)     | Bennett Durk Banks Deandre Campbell Brytavious Chambers Daniel Wagner Cash | 2:31    |  |
| 8.             | "Gleesh Place"                                | Bennett Wesley Glass                                                       | 1:34    |  |
| 9.             | "All These Niggas" (part. De Lil Durk)        | Bennett Banks Jackson                                                      | 2:24    |  |
| 10.            | "Can't Relate"                                | Chopsquad DJ Will-A-Fool                                                   | 2:40    |  |
| 11.            | "Mad At You" (part. De Dreezy)                | Bennett Seandrea Sledge Jackson                                            | 3:14    |  |
| 12.            | "Ain't See It Coming" (part. de Moneybagg Yo) | Bennett Demario White Jr. Jackson                                          | 2:43    |  |
| 13.            | "I Am What I Am" (part. de Fivio Foreign)     | Bennett Maxie Ryles III Jackson                                            | 3:38    |  |
| 14.            | "Ride"                                        | Bennett Jackson                                                            | 2:22    |  |
| 15.            | "How It Go"                                   | Bennett Jackson                                                            | 3:52    |  |
| 16.            | "Wayne's Story"                               | Bennett Jackson                                                            | 2:18    |  |
| Duração total: | Duração total:                                | Duração total:                                                             | 43:04   |  |